# Поль-Марі Куто
Поль-Мари Куто (фр. Paul-Marie Coûteaux, р. 31 июля 1956 года, Париж) — французький правий політик .
Депутат Європарламенту від  Франції в 1999-2009 роках.
Виступав проти введення євро на території  Євросоюзу .
За непарламентські вирази протесту в грудні 2007 року під час підписання європейської Хартії фундаментальних прав людини був оштрафований Європарламентом на 1 тис. 435 євро.
Був спостерігачем від  Міжнародної організації зі спостереження за виборами CIS-EMO на  президентських виборах в  Росії .
Деякий час був головним редактором журналу голлістської партії  RPR «Юн Серт иде».

## Інтернет-ресурси
- Россия — последняя карта Европы? («Le Figaro», Франция)
- ЕВРОПА: НОВАЯ ЛИНИЯ РАСКОЛА